# Condado de Hillsdale
O Condado de Hillsdale é um dos 88 condados do estado americano de Michigan. A sede do condado é Hillsdale, e sua maior cidade é Hillsdale.
O condado possui uma área de 1 572 km² (dos quais 22 km² estão cobertos por água), uma população de 46 527 habitantes, e uma densidade populacional de 29 hab/km² (segundo o censo nacional de 2000). O condado foi fundado em 1855.